# Vladimir Rankovic
Vladimir Rankovic (serbisch-kyrillisch Владимир Ранковић; * 27. Juni 1993 in München) ist ein deutsch-serbischer Fußballspieler. Der rechte Außenverteidiger steht bei Türkspor Augsburg unter Vertrag.

## Karriere

### Vereine
Rankovic begann seine Karriere beim FC Hertha München, spielte anschließend für die SpVgg Unterhaching und den SV Pullach und wechselte 2005 in die Jugend des FC Bayern München. Am 11. März 2012 kam er beim 3:0-Sieg gegen den SC Freiburg II zu einem Einsatz in der zweiten Mannschaft in der Regionalliga Süd. Nach Ende seiner A-Jugendzeit rückte er zur Saison 2012/13 in den Kader der zweiten Mannschaft auf und entwickelte sich in der neu gegründeten Regionalliga Bayern zum Stammspieler. Sein erstes Tor erzielte er am 11. November 2012 zum 1:0-Sieg im Heimspiel gegen die SpVgg Bayern Hof. Am Ende der Saison 2013/14 gewann er mit der Mannschaft die Meisterschaft, verpasste jedoch den Aufstieg in die 3. Liga nach einer verlorenen Relegation gegen Fortuna Köln knapp.
Zur Saison 2014/15 wechselte Rankovic zu Hannover 96 und unterschrieb einen bis zum 30. Juni 2017 gültigen Vertrag. Für die zweite Mannschaft der Hannoveraner debütierte er am 16. August 2014 beim 3:0-Sieg im Heimspiel gegen den Lüneburger SK Hansa in der Regionalliga Nord. Auf Leihbasis bestritt er ab 1. Januar 2015 die Rückrunde für den Zweitligisten FC Erzgebirge Aue, für den er am 6. Februar 2015 beim 2:0-Sieg im Heimspiel gegen RB Leipzig zu seinem ersten Einsatz kam.
Im Sommer 2017 wechselte Rankovic zum Drittligisten Hansa Rostock. Er unterschrieb an der Ostseeküste einen Zweijahresvertrag. Unter Hansa-Trainer Pavel Dotchev hatte er seinen ersten Einsatz am 5. Spieltag gegen die Würzburger Kickers. Seinen ersten Treffer erzielte er ebenfalls gegen die Würzburger, in der Rückrunde am 24. Spieltag. Mit einem Distanzschuss traf er zum Endstand vom 3:1. Rankovic erhielt auch drei neunzigminütige Einsätze im Mecklenburg-Vorpommern-Pokal. Hansa bezwang im Finale den FC Mecklenburg Schwerin und somit wurde Rankovic Landespokalsieger. Nach der Spielzeit 2018/19 wurde sein Vertrag in Rostock nicht verlängert und er verließ den Verein.
Im Januar 2020 schloss sich Rankovic nach mehrmonatiger Vereinslosigkeit dem FC Memmingen an. Nach sechs Monaten ohne Einsatz verließ er den Verein und blieb ein Jahr lang vereinslos, ehe er sich Türkspor Augsburg in der fünftklassigen Bayernliga Süd anschloss.

### Nationalmannschaft
Rankovic spielte insgesamt 18-mal für die DFB-Auswahlmannschaften der Altersklassen U17 bis U20. Für Letztere absolvierte er im November 2013 zwei Freundschaftsspiele gegen Italien (1:1) und Polen (1:0).

## Erfolge
FC Bayern München II
- Meister der Regionalliga Bayern: 2014

Hansa Rostock
- Landespokalsieger Mecklenburg-Vorpommern (2): 2018, 2019